# Antti Zitting
Antti Zitting, né le 19 février 1956, à Kajaani, en Finlande, est un ancien joueur finlandais de basket-ball. Il évolue au poste de pivot.